# Карах-Хасанлу (Урмія)
Карах-Хасанлу (перс. قره‌حسنلو) — село в Ірані, входить до складу дехестану Ровзех-Чай у Центральному бахші шахрестану Урмія провінції Західний Азербайджан.